# Magisches T

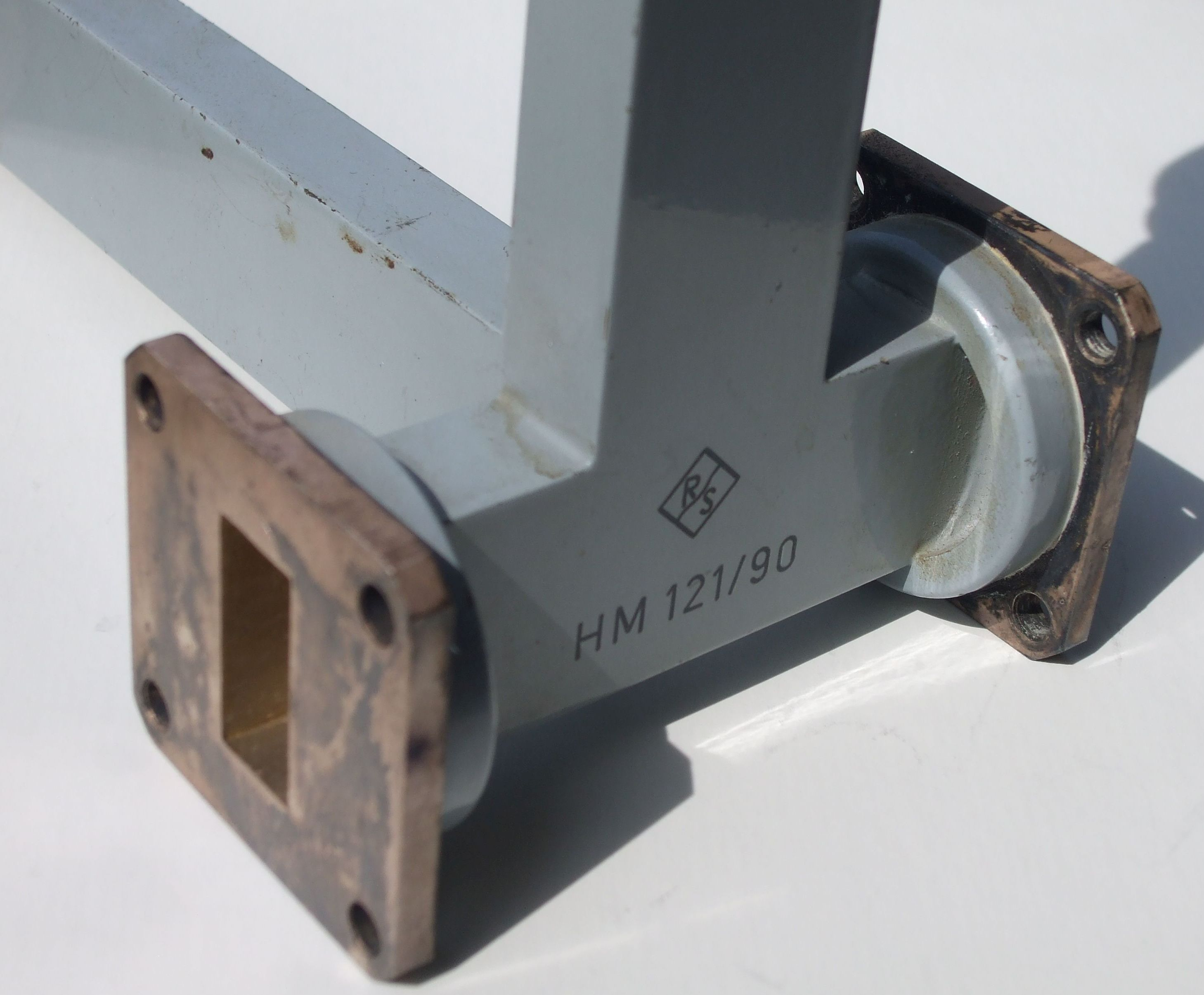
Ein Magisches T (von R&S) mit X‑Band-Hohlleitern.

Ein Magisches T (englisch magic T, auch: magic tee), auch bezeichnet als Doppel-T-Hohlleiterverzweigung, ist eine einfache Hohlleiterkomponente, die in der Hochfrequenz- (HF-) und Mikrowellentechnik als wesentliches Bauelement verwendet wird.

## Prinzip

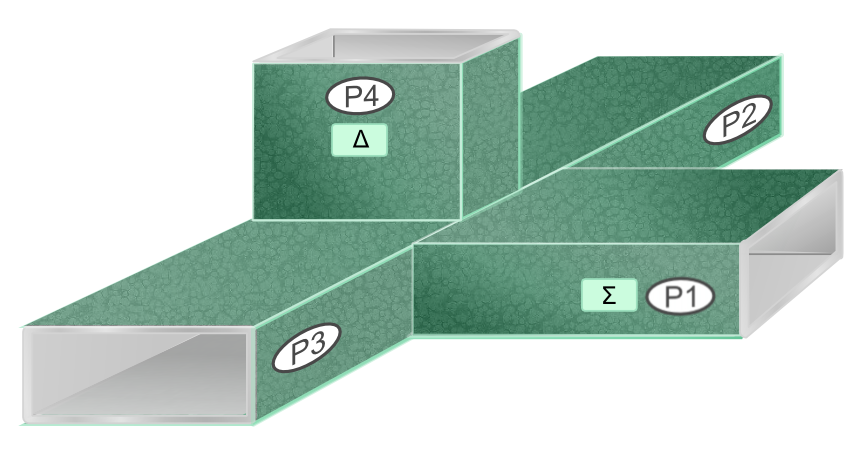
Das Magische T hat vier Tore.

Das Magische T ist ein Viertor. Die vier Tore (englisch ports) sind im Bild mit (P1) bis (P4) bezeichnet. Es handelt sich um eine Kombination von einer E‑Verzweigung (P4–P2–P3) und einer H‑Verzweigung (P1–P2–P3).
Bei Einspeisung ins Tor 1 (P1) teilt sich das Signal gleichmäßig auf die Tore 2 (P2) und 3 (P3) auf, während Tor 4 (P4) entkoppelt ist. Bei Einspeisung in P4 erfolgt die Aufteilung vom Betrag her wiederum gleichmäßig auf P2 und P3, wobei in diesem Fall jedoch eine Phasendifferenz von 180° zu beobachten ist. Hierbei ist P1 entkoppelt.
Umgekehrt, bei Einspeisung in P2 und P3, erhält man somit an P1 die Summe (Σ) dieser beiden Eingangssignale und an P4 deren Differenz (Δ). Diese besondere Eigenschaft macht das Magische T zu einer vielseitig einsetzbaren HF‑Komponente.

## Streumatrix
Die Streumatrix (S‑Matrix) des Magischen T beschreibt mithilfe der insgesamt 4 × 4 S‑Parameter dessen Eigenschaften vollständig:
{\displaystyle S={\frac {1}{\sqrt {2}}}{\begin{pmatrix}0&1&1&0\\1&0&0&-1\\1&0&0&1\\0&-1&1&0\end{pmatrix}}}
Die Werte auf der Hauptdiagonale sind alle null. Das Magische T ist allseitig angepasst (S11 = S22 = S33 = S44 = 0). Die Aufteilung von P1 zu P2 und P3 erfolgt gleichphasig, die von P4 zu P2 und P3 gegenphasig.